# Næstved Kommune (1970–2006)
| Strukturdaten       | Strukturdaten   |
| ------------------- | --------------- |
| Sitz der Verwaltung | Næstved         |
| Fläche              | 199,84 km²      |
| Einwohner           | 48.546 (2006)   |
| Kommune seit 2007   | Næstved Kommune |

Næstved Kommune war bis Dezember 2006 eine dänische Kommune im damaligen Storstrøms Amt im Süden der dänischen Insel Seeland. Seit Januar 2007 ist sie zusammen mit den ehemaligen Kommunen Fuglebjerg, Fladså, Holmegaard und Suså Teil der neuen Næstved Kommune.